# Пам'ятники Краснокутська
Па́м'ятники Красноку́тська — об'єкти монументального мистецтва, встановлені у різні роки на території селища міського типу Краснокутськ Богодухівського району Харківської області.
Краснокутськ має більш ніж 350-літню історію. Селище — одне з найстаріших населених пунктів Слобідської України. Перша згадка про тоді ще «Красний Кут» належить до середини XVII століття. «Красний Кут» означає «мальовничий куток», «прекрасна сторона». Він був заснований як один з опорних пунктів захисту кордонів Російської імперії від нападів татар. В 1651 році, після битви під Берестечком, група переселенців з Задніпрянщини та козаки Корсунського полку під проводом полковника Івана Штепи оселилися під захистом лісів на пагорбах вздовж річки Мерла. Ця дата вважається датою заснування Краснокутська. 
Але на пам'ятники селище порівняно небагате.
Пам'ятники Краснокутська:
| Назва | Дата встановлення | Розташування                                                                                      | Фото | Короткі відомості |
| Братська могила бійців роти М. Заклепенка, пам'ятний знак                                                   |                   | Меморіал Слави навпроти Краснокутської автостанції (вул. Миру)                                    |      | На дошці напис російською: «В братській могилі поховані бійці роти, очолюваної М. Заклепенком, які загинули в квітні 1921 року у боротьбі з махновскою бандою» |
| Воїнам-визволителям Краснокутщини 1943 року, пам'ятний знак                                                 |                   | Меморіал Слави навпроти Краснокутської автостанції (вул. Миру)                                    |      | На пам'ятному знаку напис російською: «В серпні-вересні 1943 року воїни 51-ї, 52-ї, 67-ї, 71-ї, 90-ї гвардейської дивізії, 31-го танкового, 8-го механізованого корпусу та інших об'єднань Воронезького фронту звільнили Краснокутський район від німецько-фашистських загарбників» |
| Войцеховичу Василю Олександровичу, пам'ятний знак                                                           |                   | Меморіал Слави навпроти Краснокутської автостанції (вул. Миру)                                    |      | Пам'ятний знак на честь краснокутчанина Войцеховича Василя Олександровича (*1913-†1987), Героя Радянського Союзу, начальника штабу 1-ї Української партизанської дивізії імені Ковпака                                                                                              |
| Загиблим воїнам-афганцям Краснокутщини, пам'ятник                                                           | 1990-ті           | Біля Меморіалу Слави навпроти Краснокутської автостанції (вул. Миру)                              |      | Пам'ятник на честь краснокутчан — Олександра Жадана, Володимира Козія, Віктора Компанця, Сергія Рагулія та Сергія Третяка, що загинули в Афганській війні. |
| Івану Штепі, пам'ятний знак                                                                                 | 2001              | Біля Універмагу, перед центральним входом на краснокутський стадіон                               |      | Пам'ятний знак засновнику Краснокутська, полковнику козацького Корсунського полку Івану Штепі. Встановлено на честь 350-ліття селища і 10-ліття незалежності України в 2001 році |
| Леніну Володимиру, пам'ятник                                                                                |                   | Біля будинку Краснокутської Районної адміністрації на центральній площі Краснокутська (вул. Миру) |      | Демонтований |
| Меморіал Слави                                                                                              |                   | Навпроти Краснокутської автостанції (вул. Миру)                                                   |      | Меморіал складається з триметрової тригранної стели і алеї, вздовж якої розміщені могили визначних краснокутчан-учасників Другої світової війни |
| На 50-ліття першого випуску курсантів колишнього Краснокутського авіаційного технікуму, літак на постаменті | 1981              | Навпроти Краснокутської селищної ради (вул. Миру)                                                 |      | Літак на постаменті (можливо, МІГ-15). На дошці напис російською: «Пам'ятний знак встановлено на честь 50-ліття першого випуску курсантів колишнього Краснокутського авіаційного технікуму і льотчиків-краснокутчан, які билися на фронтах Великої Вітчизняної війни»               |